# Ngawi
Pour l’article homonyme, voir Kabupaten de Ngawi.
Ngawi (prononcé naa-wee) est une petite ville de pêcheurs et de villégiature située à 5 kilomètres de Cap Palliser, le point le plus au sud de l'Île du Nord de la Nouvelle-Zélande.

## Géographie
La ville est constituée de petites maisons familiales en bois, qui sont souvent appelées en Nouvelle-Zélande, des baches (en).
La ville de Ngawi a plus de bulldozers par tête d’habitant que partout ailleurs, car les bulldozers sont utilisés essentiellement pour tirer les bateaux hors de l’eau et les remettre à flot, par l'absence de quai ou d’autres accès à l’océan que par la plage, plage qui peut être notablement difficile à certains moments. 

## Faune
Cette zone a une population importante d'otaries à fourrure, et est réputée non seulement pour la pêche commerciale mais aussi pour la pêche de loisir.
Les meilleurs poissons qui peuvent être attrapés sont les cod (ou cabillauds), mais aussi les Paua (un type d'Abalone qui sont prisés pour leur coquille iridescente aussi bien que pour leur chair), de crayfish (écrevisses, aussi connues sous le nom de rock lobster).
La zone est réputée pour tous les pêcheurs, y compris les pêcheurs au harpon.
Ngawi est connu pour son climat exposé avec ses vents intenses et continus et le fait qu’il n’y a pratiquement pas d’arbres sur cette côte isolée ; le temps peut devenir extrêmement chaud en été.
Un certain nombre de bateaux ont aussi été victimes de la côte accidentée.

## Location de tournage de films
En mai 2006, le réalisateur Peter Salmon (en) en association avec Maxim Films et la New Zealand Film Commission (en) fit un petit film, nommé Fog qui se situait dans Ngawi.
Salmon fut frappé par le caractère unique des paysages et sur le sentiment de solitude.

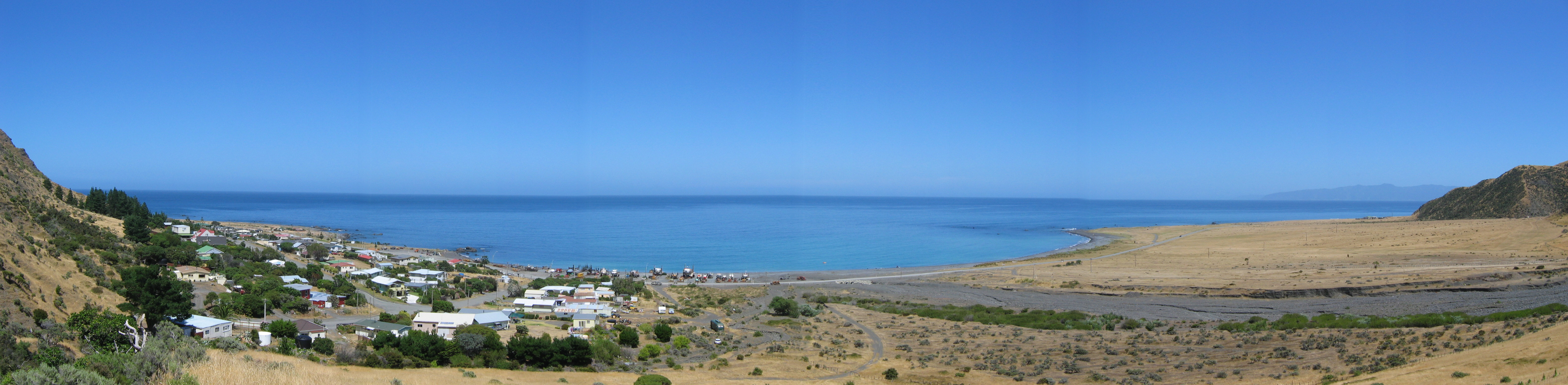
Vue Panoramique de Ngawi et de la Baie de Palliser

. Fog fut primé par la Critique de la semaine du cinéma du Festival de Cannes en 2007.
Il mettait en évidence Joe Dekkers-Reihana, Chelsie Crayford Preston (en), Jim Moriarty et Tina Cook.